# Fallout Tactics: Brotherhood of Steel
Fallout Tactics: Brotherhood of Steel (ou simplesmente Fallout Tactics) é um jogo de RPG eletrônico em tempo real tático baseado no universo pós-apocalíptico Fallout. Desenvolvido por Micro Forte e publicado pela 14 Degrees East, Fallout Tactics foi lançado em 14 de Março de 2001 para PC. O jogo segue um esquadrão da Brotherhood of Steel envolvidos em uma guerra desesperada. Apesar de o jogo se passar no universo de Fallout, não é uma sequencia da história dos jogos anteriores. O jogo passa-se na cidade de Chicago nos Estados Unidos.